# Scott P. Murphy
Scott P. Murphy (...) è uno scenografo e direttore artistico statunitense.
Dopo aver lavorato con noti architetti, tra cui Frank O. Gehry e Richard Meier a Los Angeles, Scott Murphy preferì dedicarsi all'attività di scenografo e direttore artistico. Frequentò la Southern California Institute of Architecture (SCI-ARC) e l'Iowa State University.
Tra il 2000 e il 2004, ottenne tre nomination ai premi Emmy nella categoria "miglior direzione artistica" grazie al suo lavoro per la serie I Soprano.

## Filmografia

### Scenografo
- The Box, regia di David Franklin – corto (2003)
- N.Y.-70, regia di Clark Johnson – film TV (2005)
- Surface - Mistero dagli abissi (Surface), serie TV, 14 episodi (2005-2006)
- Traveler, serie TV, episodio pilota (2007)
- The Knights of Prosperity, serie TV, 11 episodio (2007)
- Terminator: The Sarah Connor Chronicles, serie TV, episodio pilota (2008)
- Sons of Anarchy, serie TV, episodio pilota (2008)
- Life, serie TV, 31 episodi (2007-2009)
- Remember Me, regia di Allen Coulter (2010)
- Edgar Floats, regia di Jace Alexander – film TV (2010)
- Outlaw, serie TV, 7 episodi (2010)
- The Playboy Club, serie TV, 5 episodi (2011)
- Stretch - Guida o muori (Stretch), regia di Joe Carnahan (2014)

### Direttore artistico
- 19ª edizione dei People's Choice Awards (The 19th Annual People's Choice Awards), speciale TV (1993)
- Squadra emergenza (Third Watch), serie TV, ... episodi (1999)
- I Soprano (The Sopranos), serie TV, 50 episodi (2000-2006)
- Battleship, regia di Peter Berg (2012)

In qualità di assistente direttore artistico è accreditato anche in numerosi altri film, tra cui Die Hard - Duri a morire, Dollari sporchi, Men in Black, Lolita, L'uomo della pioggia, Attacco al potere, Il sesto senso, Spider-Man e Spider-Man 2.